# Poço Encantado
O Poço Encantado é um lago subterrâneo situado no interior de uma caverna localizada na cidade de Itaetê, próxima ao povoado de Rosely Nunes, na Chapada Diamantina, região central do estado brasileiro da Bahia.
Entre os meses de abril a setembro a água transparente do lago é iluminada por um facho de luz solar que, de forma a se tornar num dos principais atrativos da zona turística, recebendo um número superior a doze mil visitantes ao ano.

#### Descrição
A gruta do Poço Encantado formou-se num período de 66 milhões de anos pela erosão subterrânea da água infiltrada na rocha de composto de carbono, bastante solúvel, dando à superfície geológica do terreno o nome genérico de carste; ali o lençol freático acumula-se no solo da caverna formando o poço com uma profundidade de 60 metros (ao longo do ano sofre uma variação de 1,5 metro no nível).
A caverna é constituída por quedas sucessivas das rochas do teto, presente no interior do lago, que demonstram o processo de abatimento ocorrido ali ao longo das eras e que fecharam as passagens com o progressivo aprofundamento do lençol freático, dando uma ideia de como poderiam ter sido seus canais originais, constituindo-se em importante sítio geológico testemunho do processo evolutivo da Terra.
No lago foi identificada a existência da espécie de bagre Rhamdiopsis krugi, que evoluiu para a vida em ambientes privados de luz (sem coloração da pele e sem olhos), endêmica ali, o que justifica um maior cuidado e proteção do lugar.

## Imagens

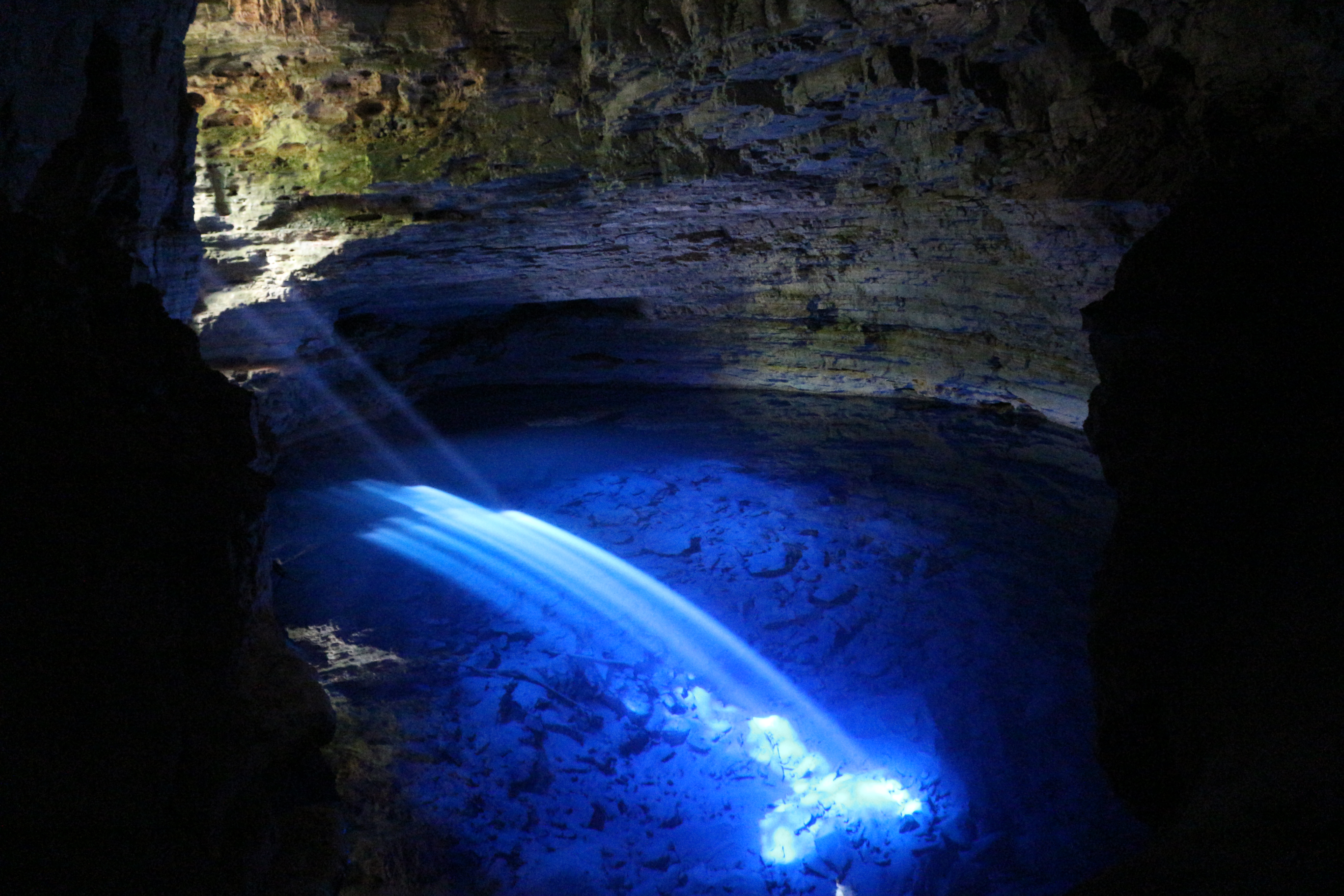
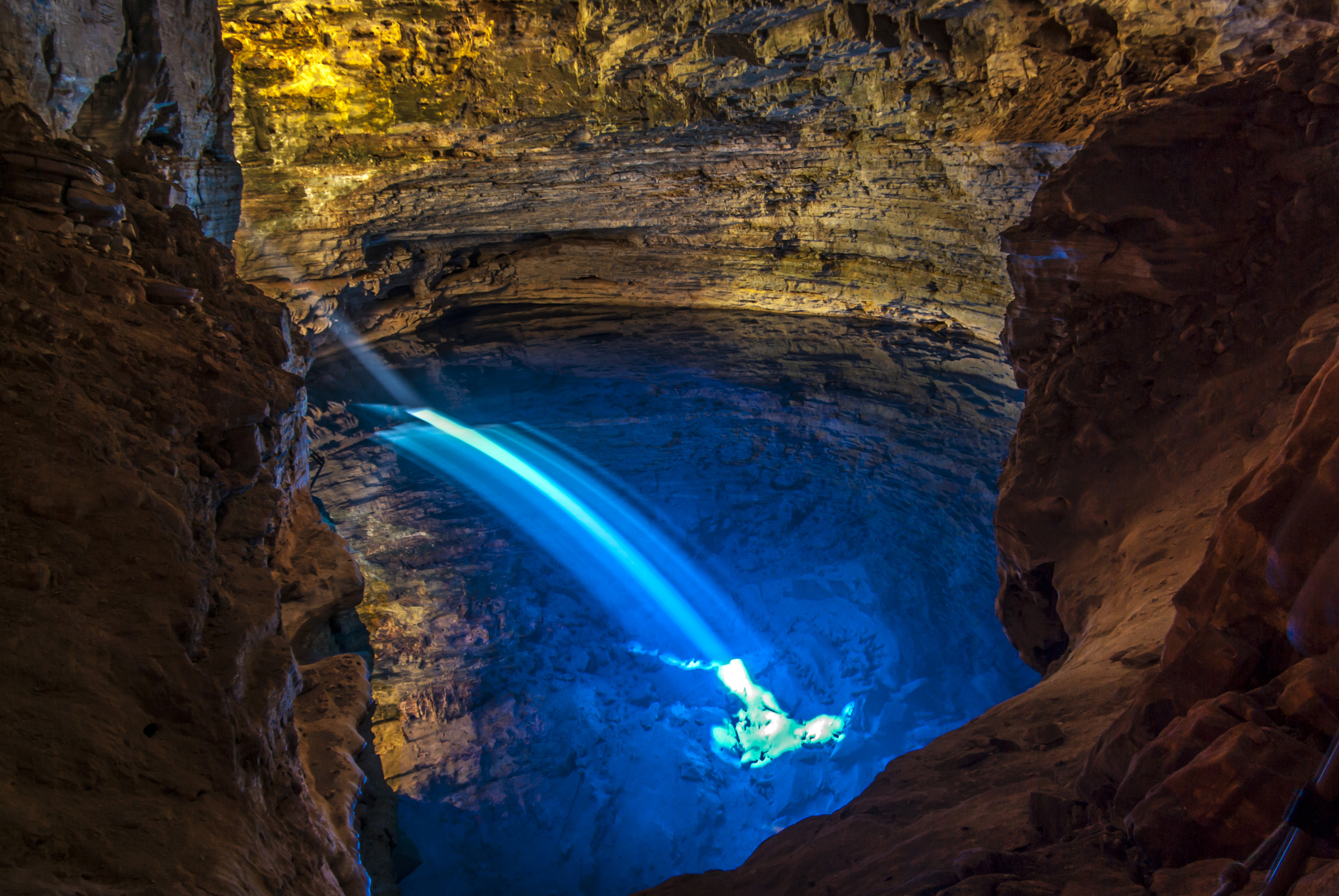